# هيو صموئيل جونسون
هيو صموئيل جونسون (بالإنجليزية: Hugh S. Johnson) (و. 1881 – 1942 م) هو ضابط من الولايات المتحدة الأمريكية ولد في كانساس.
توفي في واشنطن العاصمة، بسبب ذات الرئة.

## التعليم
تعلم في جامعة كاليفورنيا، بركلي، والأكاديمية العسكرية الأمريكية.